# Albert Rachner

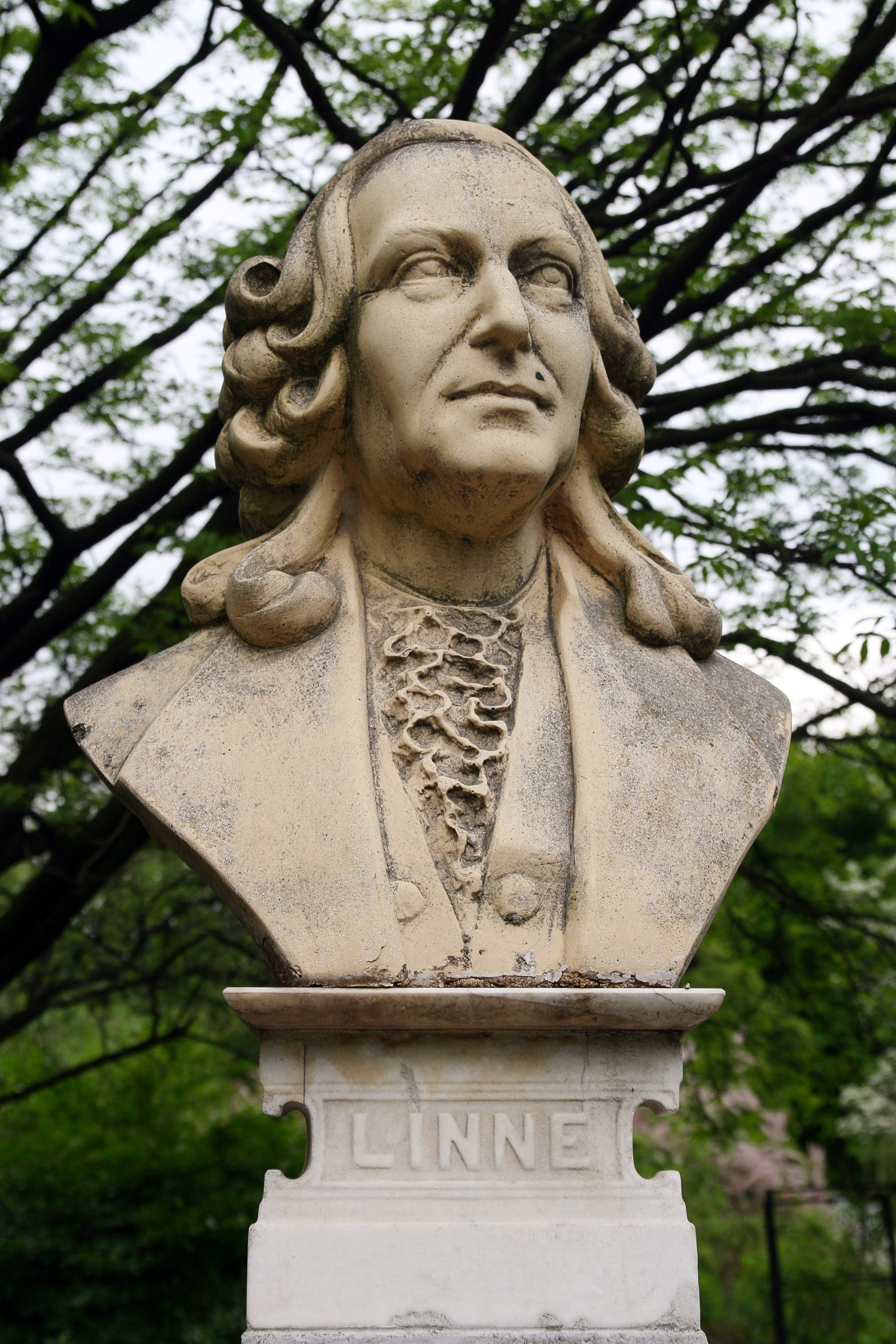
Popiersie Karola Linneusza

Albert Rachner (ur. 4 czerwca 1836 w Obornikach, zm. 30 stycznia 1900 we Wrocławiu) – niemiecki rzeźbiarz, czynny we Wrocławiu. 
Studia rzeźbiarskie odbył najpierw w Akademii Sztuk Pięknych w Berlinie, a potem w akademii w Monachium. W czasie pracy we Wrocławiu wykonał szereg rzeźb cmentarnych, a także popiersie poety wrocławskiego Holteia i medalion na pomniku architekta Johanna Friedricha Knorra (1878, zachowana dolna część), popiersie szwedzkiego botanika Karola Linneusza dla Ogrodu Botanicznego oraz wiele rzeźb w drewnie.